# Chuột vú phương Nam
Mastomys coucha (tên tiếng Anh: Chuột vú phương Nam) là một loài động vật gặm nhấm thuộc họ Chuột. Nó được tìm thấy ở các quốc gia như Angola, Botswana, Lesotho, Mozambique, Namibia, Nam Phi và Zimbabwe. Môi trường sống tự nhiên của chúng là các xavan khô và ẩm, các vùng cây bụi khô nhiệt đới hay cận nhiệt, đất trồng trọt và các vườn cây ở nông thôn.

## Hình ảnh

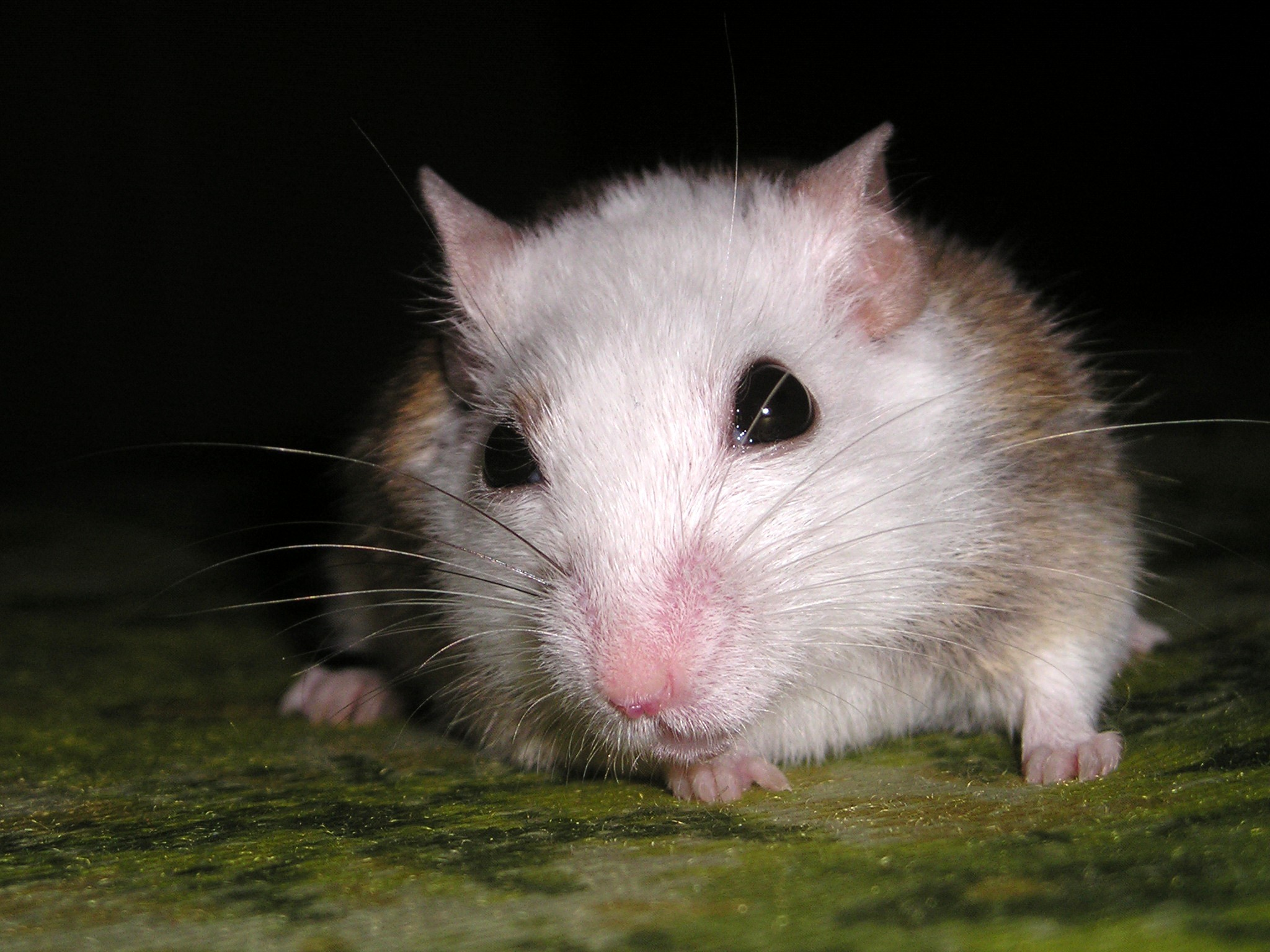